# Michael Töpel
Michael Töpel (* 7. Mai 1958 in Bremen) ist ein deutscher Komponist und Musikwissenschaftler.

## Leben
Er studierte Komposition, Klavier, Musiktheorie, Musikwissenschaft und Schulmusik für Gymnasium in Bremen und Lübeck. Von 1984 bis 1988 unterrichtete er an der Musikhochschule Lübeck. Von 1988 bis 2014 war er als Lektor für Neue Musik in einem Musikverlag tätig, seither arbeitet er als freier Komponist und Autor. Michael Töpel publizierte neben seinen eigenen Kompositionen auch Klavierauszüge und edierte Werke, darunter Erstausgaben u. a. von Felix Mendelssohn Bartholdy, Johannes Brahms, Hugo Distler und Jean Barraqué.
Außerdem veröffentlichte er ein Fachbuch zur Musiktheorie sowie Buchbeiträge, Aufsätze und Interviews in der Fachpresse, er verfasste CD-Booklettexte sowie Beiträge für die Musik-Enzyklopädien MGG und The New Grove. Neben seiner kompositorischen Tätigkeit entstehen auch belletristische Arbeiten in Form von Lyrik und Kurzprosa.
Töpel war 2016 Gewinner des Kompositionswettbewerbs „500 Jahre Reformation“ des Merseburger Verlags mit der Confessio für Orgel „Ein feste Burg“. 2019 erhielt er zusammen mit der Kompositions-Initiative Kassel den Kulturförderpreis der Stadt Kassel.

### Werke (Auswahl)
- Petits Fours: Vier Stücke für Violoncello und Klavier (11'), ISMN: 979-0-2007-2117-1
- Variationen über ein Mozart-Fragment von 1782 für Streichquartett (9'), ISMN: 979-0-2007-2118-8
- Sonate für Flöte und Klavier (20'), ISMN: 979-0-2007-2162-1
- Vier Lieder für Sopran und Klavier über eigene Texte (9'), ISMN: 979-0-2007-3246-7
- „Alle, welche dich suchen, versuchen dich“. Motette für gemischten Chor und Horn nach Texten von Rainer Maria Rilke
- Sechs Lieder nach Texten von Gerhart Hauptmann
- Te Deum („Anbetung - Bewahrung“, „Bekenntnis - Beistand“ und „Beistand - Hoffnung“) für Sopran, Bariton, Chor und Kammerorchester (37')
- Trauermusik für Violine, Violoncello und Klavier
- Klavierquintett
- Poema für Blockflöte und Klavier
- Campana für Röhrenglocken und Orchester
- Confessio für Orgel „Ein feste Burg“ (2016), ISMN: 979-0-2007-2440-0